# Área arqueológica de Via San Cosimo
La zona arqueológica de via San Cosimo se encuentra en via San Cosimo 3 en Verona, cerca de las antiguas murallas de la ciudad romana y bajo del patio del instituto de las monjas Hijas de Jesús.
El sitio incluye una parte de la muralla de la ciudad erigida a finales de la época republicana (segunda mitad del siglo I a. C.), con ampliaciones posteriores: una domus  del siglo I d. C. con finos suelos y un tramo de la segunda muralla construida por Teodorico el Grande entre finales del siglo V y el primer cuarto del siglo VI d. C., en el lado exterior, a una distancia de unos 8 metros de la muralla tardorrepublicana.

## Historia de la excavación

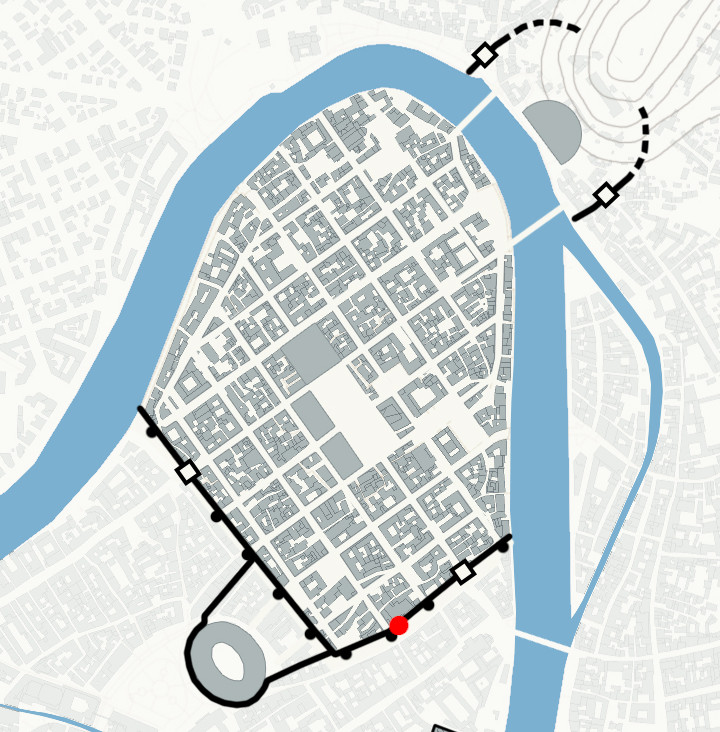
Ubicación del sitio arqueológico en la época imperial de Verona

El sitio fue descubierto en 1971 durante las obras de construcción de una cisterna en el interior del edificio que alberga a las monjas de la congregación de las Hijas de Jesús, en Via San Cosimo 3. Las excavaciones fueron realizadas por la entonces Superintendencia de Antigüedades de Venecia (ahora Superintendencia de Arqueología, Bellas Artes y Paisaje de las provincias de Verona, Rovigo y Vicenza), que también se encargó de asegurar el lugar para poder crear una zona arqueológica: la zona de San Cosimo fue, por tanto, una de las primeras zonas arqueológicas de la ciudad. 
En 2020, el sitio fue cedido a una asociación sin fines de lucro que, gracias también a una remodelación, permite visitas al público.  

## Descripción

### Muralla republicana
La parte más antigua del yacimiento está formada por una parte de las antiguas murallas romanas de época republicana (más precisamente de la segunda mitad del siglo I a. C.). Esta porción es compuesta por una parte de la cimentación, formada por adoquines y de poco menos de 4 metros de grosor, y un alzado de ladrillos unidos con mortero fino a base de cal. En la base, la muralla mide un ancho de 3,60 metros que se estrecha en sección hacia arriba, mediante unas desviaciones: el frente hacia el campo, tras un zócalo de cuatro filas y dos desviaciones iniciales de dos filas, se levantaba marcado por una serie regular de desviaciones, una cada seis hileras de ladrillos. Se cree que la altura original, calculada en el paso de patrulla, era de aproximadamente 8 metros. 
En esta parte de las murallas también es visible la base de una torre defensiva, que fue añadida posteriormente a la construcción de la muralla original, probablemente atribuible al emperador Galieno (siglo III d. C.). Sus dimensiones son 5,50 metros de largo y 3,50 metros de ancho, y se construyó con material reutilizado, en su mayoría originario de contextos funerarios, aglutinados con mortero de tierra. Para aumentar su capacidad defensiva en la parte frontal, posteriormente se añadió a la torre un contrafuerte triangular, que también es parcialmente visible. 

### Muralla teodoricana

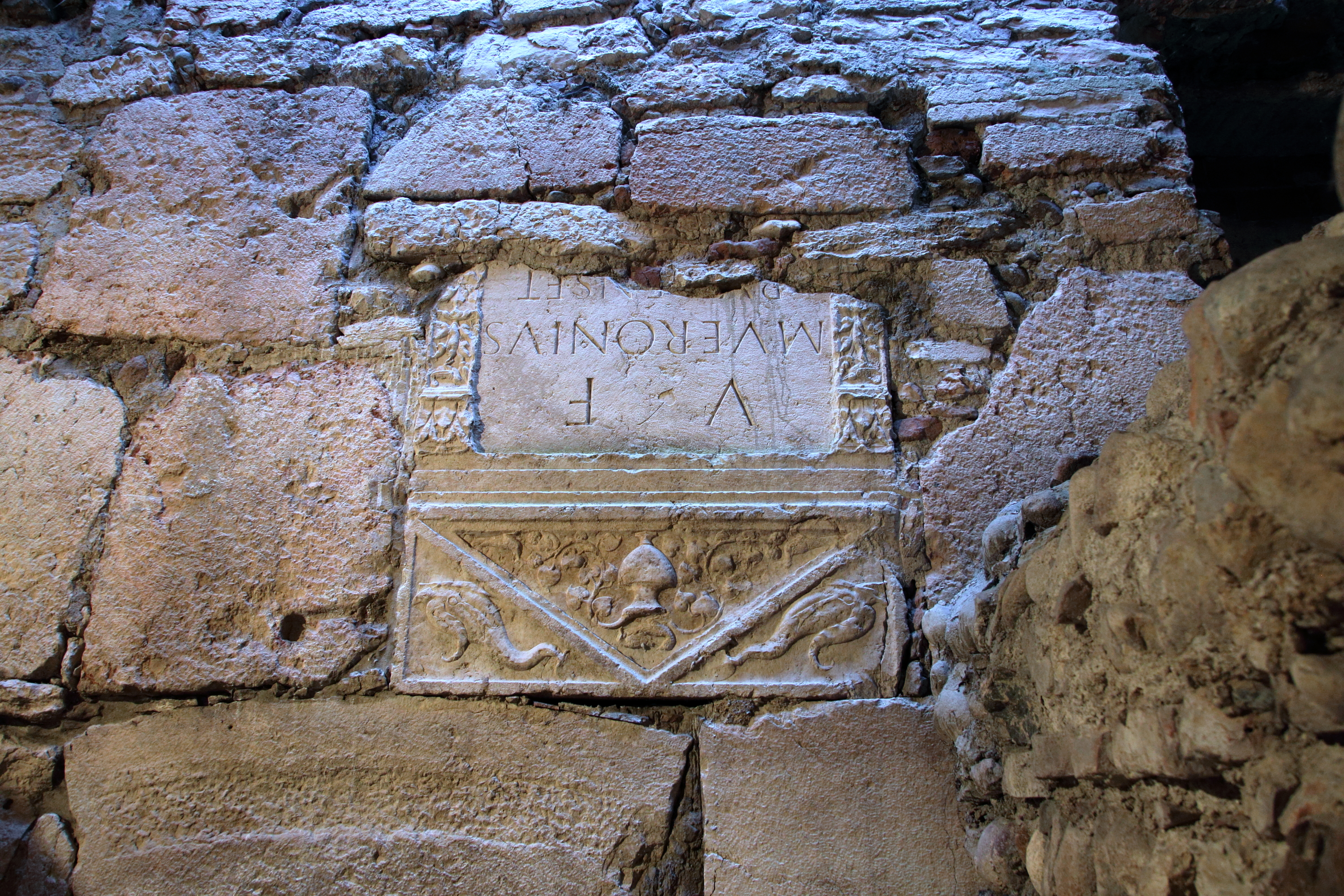
Muro de Teodorico donde se pueden ver los materiales recuperados (lápida dispuesta al revés)

Tras la caída del Imperio Romano y bajo el reinado de Teodorico el Grande (segunda mitad del siglo V), a las murallas originales de la ciudad se añadió otra muralla que sigue fielmente el trazado de la defensa anterior: esta permaneció unos diez metros más hacia el interior y en esta época adquirió una función militar, formando un sistema con las nuevas murallas teodoricanas, que era casi el doble de altas que las romanas, a saber, 13,65 metros. En el yacimiento arqueológico de Via San Cosimo se puede ver una parte de esta muralla, que, en este punto, parece extenderse 8 metros de la original y que se ha conservado en altura hasta unos 10 metros.
Esta muralla de época romano-germánica se realizó en gran medida utilizando, también en este caso, material desechado procedente tanto de monumentos funerarios como de la demolición del anillo exterior del cercano anfiteatro veronense, del que se obtuvieron bloques cuadrados de piedra caliza.
Un estudio de 2022 destaca la complejidad de las diferentes fases constructivas y reconoce un sistema orgánico en la construcción de las obras cercanas a la muralla de época republicana, es decir, la torre y el contrafuerte, y la construcción del segundo círculo de murallas. De hecho, el análisis de algunos elementos estructurales parece sugerir su función de conexión entre las dos murallas. 

### Ladomus

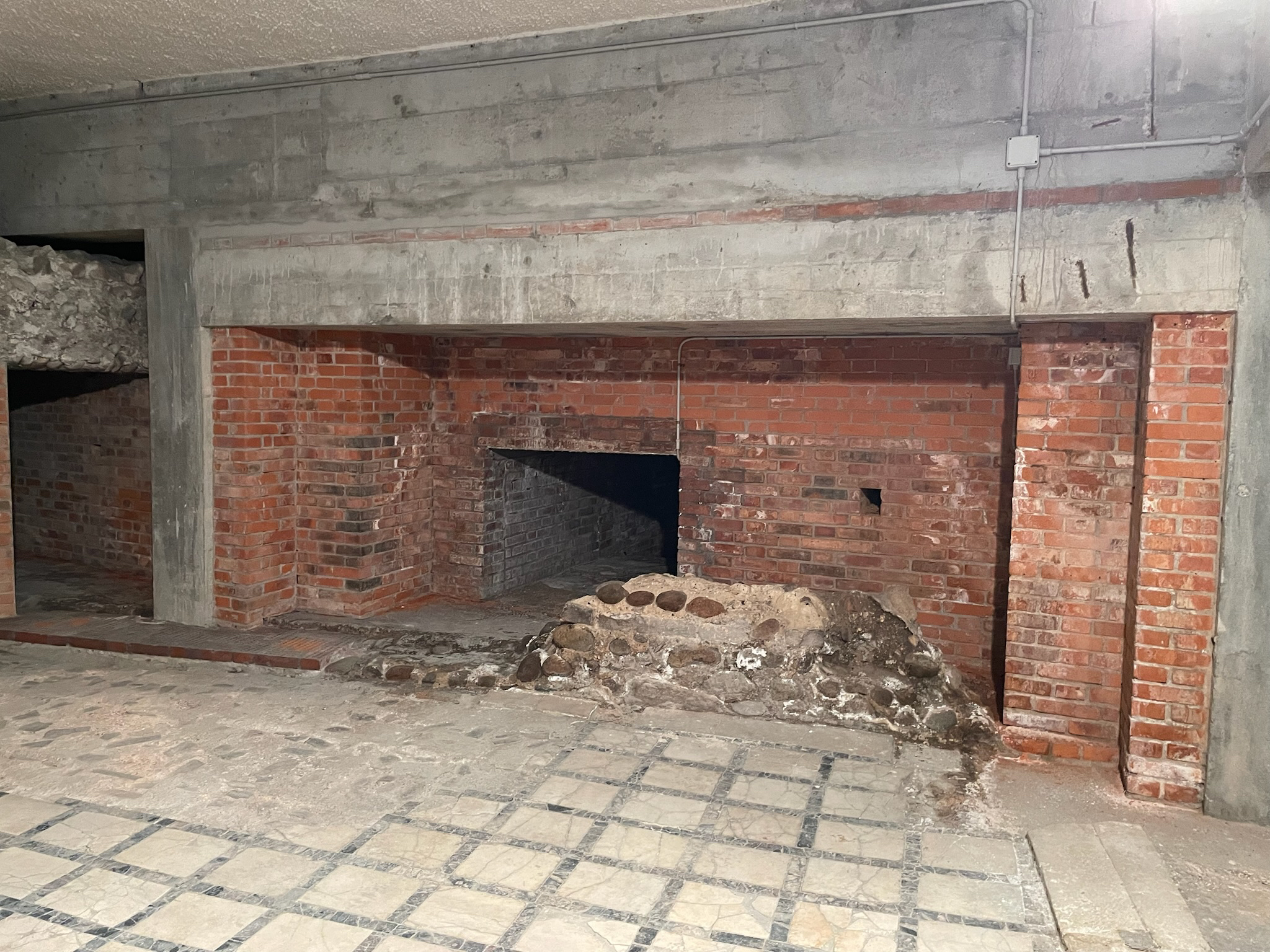
Piso de la domus en via San Cosimo

Adosados al lado interno de la muralla tardorrepublicana se encuentran los restos de una domus que data del siglo I: su ubicación cerca de las murallas demuestra el intenso empleo del espacio urbano de la ciudad de Verona. De este edificio aún se pueden reconocer principalmente dos habitaciones, separadas por estrechas estancias de servicio y decoradas con suelos de mosaicos y de mármol (opus sectile) con motivos geométricos. Las zonas de servicio, en cambio, están pavimentadas con costras batidas, mientras que la zona que debía corresponder al patio porticado tenía un suelo de opus singinium del que emergen azulejos blancos y negros.